# Heitô Zan
Heitô Zan är ett berg i Antarktis. Det ligger i Östantarktis. Norge gör anspråk på området. Toppen på Heitô Zan är 497 meter över havet.
Terrängen runt Heitô Zan är kuperad. En vik av havet är nära Heitô Zan västerut.  Trakten är obefolkad. Det finns inga samhällen i närheten. 